# 바둑
바둑(棋)은 두 사람이 흑과 백의 돌을 사각의 판 위에 번갈아 놓으며 집을 차지하는 것을 겨루는 놀이이자 일종의 '추상전략게임'이다.
제로섬 게임이자 마인드 스포츠인 바둑(棋)이라는 경기는 중국에서 유래되었다. 가로와 세로 각각 19줄이 그어진 바둑판 위의 361개 교차점에 돌을 둘 수 있다. 게임의 목표는 상대보다 더 많은 공간을 자신의 돌로 둘러 싸는 것이다. 규칙은 단순하지만 매우 깊은 전략적 사고가 요구된다. 한자로는 '기(碁 또는 棋)'라고 하며, 이외에 '혁기(奕棋 또는 奕碁)', '혁(奕)', '위기(圍棋 또는 圍碁)', '방원(方圓)', '흑백(黑白)', '수담(手談)', '도끼자루', '난가(爛柯)', '귤중(橘中)의 즐거움', '망우(忘憂)', '좌은(坐隱)', '오로(烏鷺; 까마귀& 백로)'라고도 한다. 중국어로는 '웨이치(圍棋 또는 围棋)', 일본어로는 '고 혹은 이고(囲碁:いご)'라고 하고, 영어로는 바둑의 일본어 표현인 '고(Go)'라고 부른다.
바둑의 기원은 정확히 밝혀져 있지 않지만, 고대중국 전설상의 제왕인 3황5제 때에 만들어졌다는 이야기가 있다. 5세기~7세기 사이에 삼국시대에 소개되었으며, 순장바둑이라는 형태로, 1950년대 현대바둑이 유행하기 전까지 성행하였다.시대적 흐름에 따라 자유 포석제 규칙의 바둑이 도입되었다.
바둑은 오늘날 한국, 중국, 일본, 대만 등 동아시아 국가들 사이에서 대중적인 놀이로서 전통문화의 일부분으로 자리잡고 있고, 세계적으로는 동양의 보드게임으로서 널리 알려져 있다. 나라마다 사용하는 규칙에는 조금씩 차이가 있다. 국가별로 여러 단체에서 개최하는 세계대회가 존재하며, 역대 세계 챔피언은 대부분 한국, 중국, 일본, 타이완에서 배출되었다.
바둑은 2010년 광저우 아시안 게임의 정식 종목으로 채택되었다. 구글딥마인드에서 개발한 '알파고(AlphaGo)'라는 인공지능이 2015년 10월 세계 최초로 인간 프로기사를 상대로 승리를 거뒀다. 2016년 3월 알파고는 세계 최고의 프로기사인 이세돌 9단에게 승리했다. 참고로 체스는 1997년 '딥 블루'가 가리 카스파로프를 이겼다.

## 역사

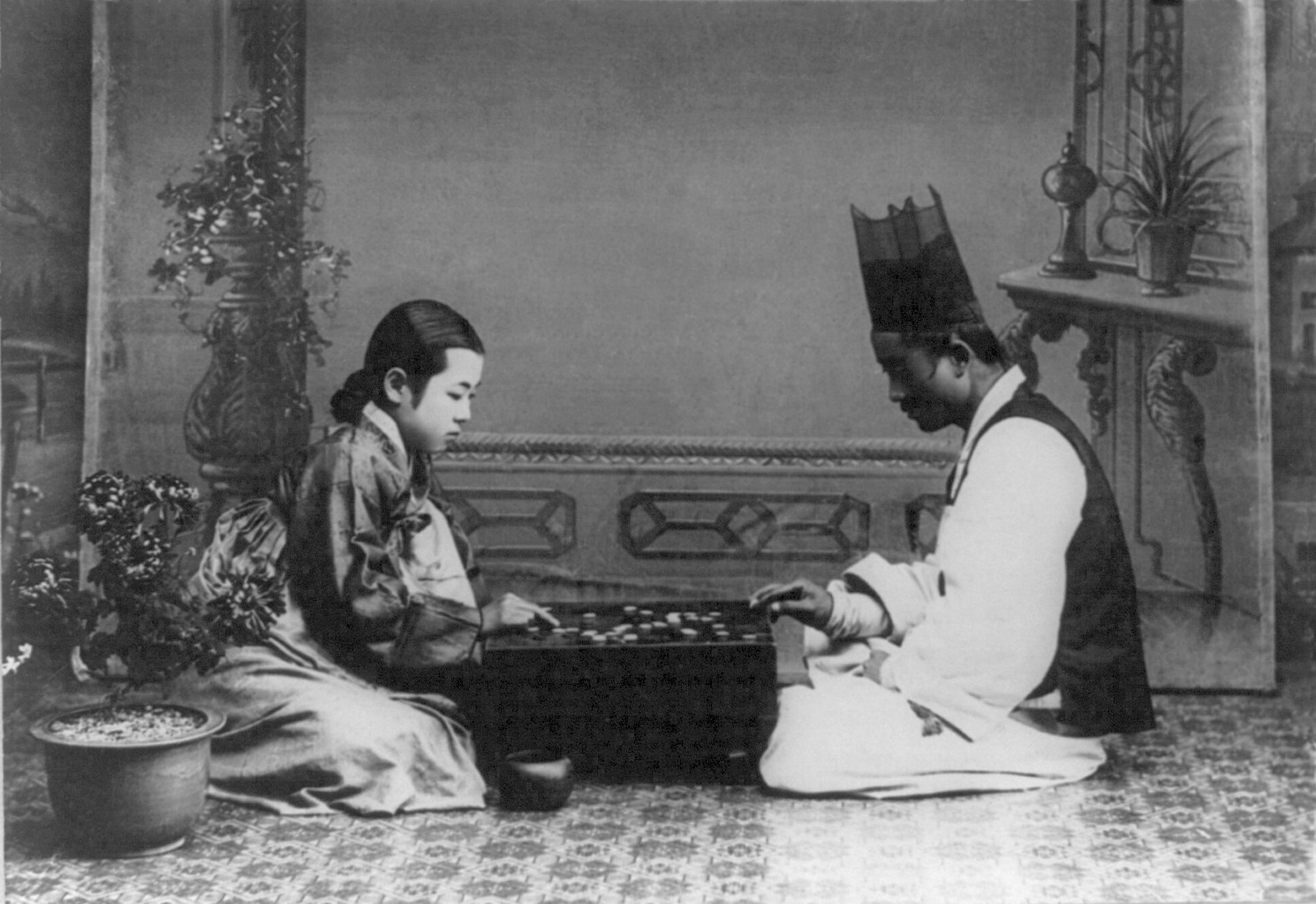
1910~1920년대경 바둑을 두는 조선인 부부

바둑의 기원은 명확하지 않다. 《박물지》, 《설문》, 《중흥서》, 《태평어람》, 《설문통훈정성》, 《문선》 등에 요 임금과 순 임금이 아들 단주(丹朱)와 상균(商均)의 어리석음을 깨우치기 위해 바둑을 만들었다는 전설이 간략하게 언급되어 있다.

## 경우의 수
바둑의 경우의 수는 단순하게 계산해도 361!가지다. (계승) (= 361 × 360 × 359 × ... × 3 × 2 × 1)이다. 그러나 이는 말그대로 역동적이고 단순하게 계산한 것이다. 바둑은 돌을 따냈으면, 그 따낸 자리에 다시 돌을 둘 수 있으며, 승패가 완전히 갈린 상황에서는, 졌다고 생각한 사람이 더 이상 두지 않고 기권하기에 (이런 경우에 이긴 사람을 불계승이라고 하고, 진 사람을 불계패라고 부름), 이런 경우까지 포함한다면, 경우의 수는 더 늘어난다.

## 체제
Scoring System
- 돌 수
- 점유 면적
- 사용한 돌 수를 점유 면적에서 제외
- 일색 접선상의 점

| ------------------- \| . . . # # O . . . \| \| . # . # O . O . . \| \| . . . # O . O # . \| \| # . # . . . . . . \| \| O # . . . O . # . \| \| O O . . O . # . . \| \| . . . . . # . O O \| \| . O . . # . O O # \| \| . . . . . . O # . \| ------------------- |

| 반상석 (존거 수량) \| \| \| \| \| \| \| \| \| \| \| \| \| \| \| \| \| \| \| \| \| \| \| \| \| \| \| \| \| \| \| \| \| \| \| \| \| \| \| \| \| \| \| \| \| \| \| \| \| \| \| \| \| \| \| \| \| \| \| \| \| \| \| \| \| \| \| \| \| \| \| \| \| \| \| \| \| \| \| \| \| \| \| \| \| \| \| \| \| \| 30 |  |  |  |  |  |  |  |  |
| |  |  |  |  |  |  |  |  |
| |  |  |  |  |  |  |  |  |
| |  |  |  |  |  |  |  |  |
| |  |  |  |  |  |  |  |  |
| |  |  |  |  |  |  |  |  |
| |  |  |  |  |  |  |  |  |
| |  |  |  |  |  |  |  |  |
| |  |  |  |  |  |  |  |  |
| |  |  |  |  |  |  |  |  |

|  |

| 점유지의 모든 점(공·색) \| \| \| \| \| \| \| \| \| \| \| \| \| \| \| \| \| \| \| \| \| \| \| \| \| \| \| \| \| \| \| \| \| \| \| \| \| \| \| \| \| \| \| \| \| \| \| \| \| \| \| \| \| \| \| \| \| \| \| \| \| \| \| \| \| \| \| \| \| \| \| \| \| \| \| \| \| \| \| \| \| \| \| \| \| \| \| \| \| \| 32 |  |  |  |  |  |  |  |  |
| |  |  |  |  |  |  |  |  |
| |  |  |  |  |  |  |  |  |
| |  |  |  |  |  |  |  |  |
| |  |  |  |  |  |  |  |  |
| |  |  |  |  |  |  |  |  |
| |  |  |  |  |  |  |  |  |
| |  |  |  |  |  |  |  |  |
| |  |  |  |  |  |  |  |  |
| |  |  |  |  |  |  |  |  |

|  |

| 점유지의 공점 (색점 = 착점 수량) \| \| \| \| \| \| \| \| \| \| \| \| \| \| \| \| \| \| \| \| \| \| \| \| \| \| \| \| \| \| \| \| \| \| \| \| \| \| \| \| \| \| \| \| \| \| \| \| \| \| \| \| \| \| \| \| \| \| \| \| \| \| \| \| \| \| \| \| \| \| \| \| \| \| \| \| \| \| \| \| \| \| \| \| \| \| \| \| \| \| 8 |  |  |  |  |  |  |  |  |
| |  |  |  |  |  |  |  |  |
| |  |  |  |  |  |  |  |  |
| |  |  |  |  |  |  |  |  |
| |  |  |  |  |  |  |  |  |
| |  |  |  |  |  |  |  |  |
| |  |  |  |  |  |  |  |  |
| |  |  |  |  |  |  |  |  |
| |  |  |  |  |  |  |  |  |
| |  |  |  |  |  |  |  |  |

|  |

| 양색 접선상의 점은 비득점 \| \| \| \| \| \| \| \| \| \| \| \| \| \| \| \| \| \| \| \| \| \| \| \| \| \| \| \| \| \| \| \| \| \| \| \| \| \| \| \| \| \| \| \| \| \| \| \| \| \| \| \| \| \| \| \| \| \| \| \| \| \| \| \| \| \| \| \| \| \| \| \| \| \| \| \| \| \| \| \| \| \| \| \| \| \| \| \| \| \| 22 : 38 |  |  |  |  |  |  |  |  |
| |  |  |  |  |  |  |  |  |
| |  |  |  |  |  |  |  |  |
| |  |  |  |  |  |  |  |  |
| |  |  |  |  |  |  |  |  |
| |  |  |  |  |  |  |  |  |
| |  |  |  |  |  |  |  |  |
| |  |  |  |  |  |  |  |  |
| |  |  |  |  |  |  |  |  |
| |  |  |  |  |  |  |  |  |

첫번째는 가장 오래된 것으로 추정되고 있는 방식이다. 두번째와 세번째는 현 바둑계의 양대 메이저 시스템이며 그 주체는 중국과 일본이다. 네번째는 오피룰이 공개한 방식이다.

## 규칙

### 사용 도구

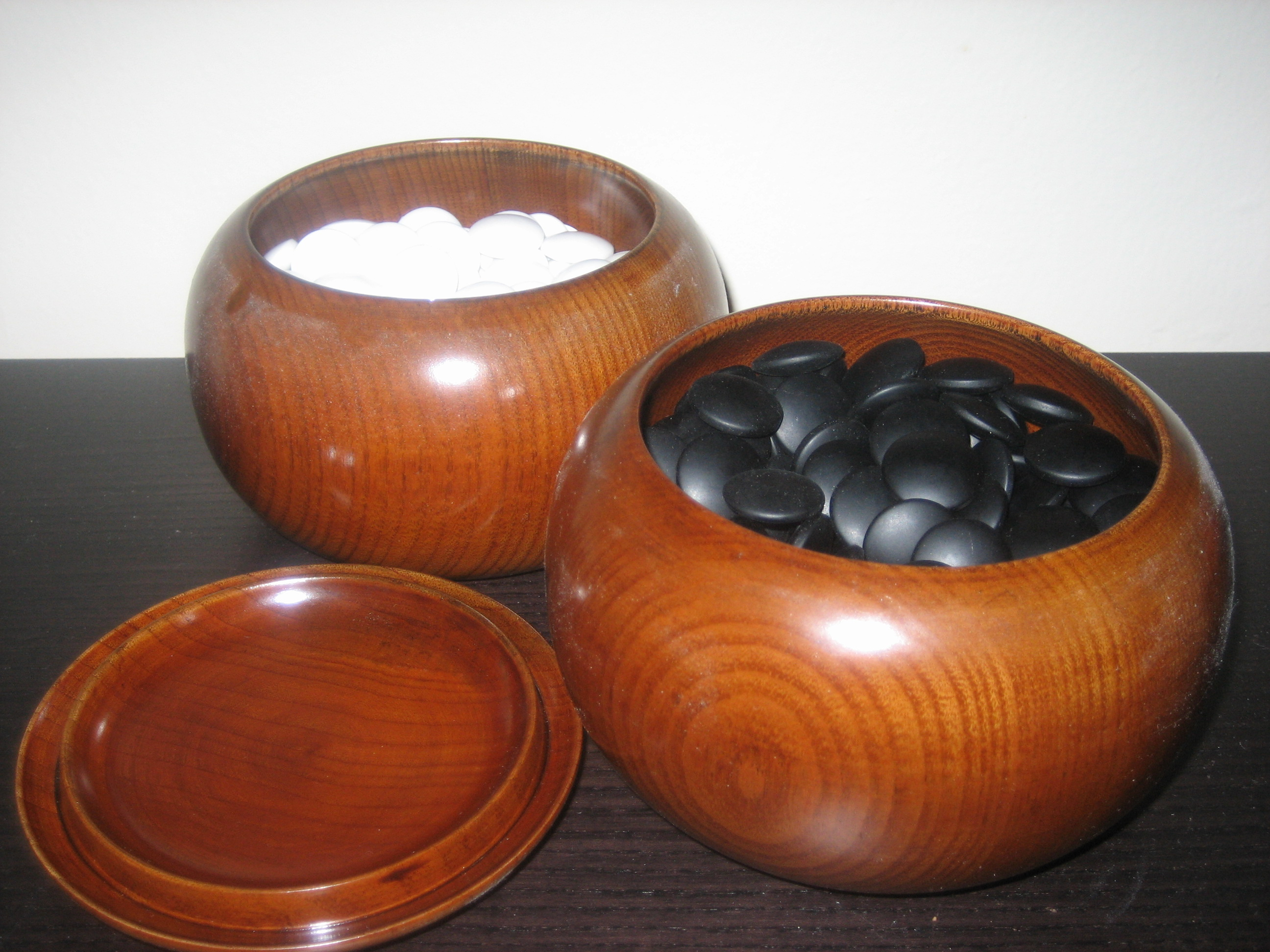
바둑돌통 뚜껑

- 바둑판
- 바둑알

### 착수 규칙
두 명의 경기자는 각각 흑과 백의 돌을 쥐고 교대로 자신의 돌을 바둑판 위에 놓는다. 돌을 놓을 수 있는 위치는 바둑판에는 그려진 가로줄과 세로줄의 교차점이다.
|  |  |  |  |  |  |  |  |  |
|  |  |  |  |  |  |  |  |  |
|  |  |  |  |  |  |  |  |  |
|  |  |  |  |  |  |  |  |  |
|  |  |  |  |  |  |  |  |  |
|  |  |  |  |  |  |  |  |  |
|  |  |  |  |  |  |  |  |  |
|  |  |  |  |  |  |  |  |  |
|  |  |  |  |  |  |  |  |  |

한번 놓인 돌은 바둑판 위에서 움직이거나 들어낼 수 없지만 예외로 상대방의 돌을 빈 칸 없이 자신의 돌로 둘러싸면 위의 백처럼 상대방의 돌을 들어낼 수 있다. 이를 돌을 '따낸다'고 한다. 같은 색의 돌과 바둑판의 경계선으로 둘러싸인 영역이 자신의 집이며 경기가 끝난 후 집의 숫자를 세어 더 많은 집을 얻은 쪽이 승리한다.
|  |  |  |  |  |  |  |  |  |
|  |  |  |  |  |  |  |  |  |
|  |  |  |  |  |  |  |  |  |
|  |  |  |  |  |  |  |  |  |
|  |  |  |  |  |  |  |  |  |
|  |  |  |  |  |  |  |  |  |
|  |  |  |  |  |  |  |  |  |
|  |  |  |  |  |  |  |  |  |
|  |  |  |  |  |  |  |  |  |

두자마자 자기 돌이 먹히는 수인 자살 수는 금지다. 하지만 돌을 둔 시점에서 상대의 돌을 먹는 게 가능한 상황이면 예외. 예를 들어 위 바둑판에서 좌상의 a와 우상의 b에 백이 놓을 경우 반칙(흑은 놓을 수 있음). 하지만 좌하의 c와 우하의 d의 경우 ▲의 흑을 먹는 게 가능하며 반칙이 아니게 된다.

### 맞바둑과 접바둑
실력에 차이가 나는 상대 사이에 균형을 맞추기 위해 흑돌 몇 개를 화점에 미리 두고 시작할 수 있는데, 이를 접바둑이라고 한다. 이에 반하여 동등하게 시작하는 바둑을 맞바둑이라고 한다. 접바둑은 백이 먼저, 맞바둑(호선)은 흑이 먼저 돌을 둔다. 맞바둑은 먼저 두는 흑이 약간 우세하므로 백의 핸디캡을 상쇄하기 위해 여섯 집 반의 덤을 준다. 정선은 맞바둑과 마찬가지로 흑이 선수이지만 덤을 전혀 주지 않고 두는 것으로, 약간의 실력 차이가 날 경우에 둔다. 예를 들어, 흑이 백보다 5집 더 많은 상태에서 바둑이 끝났다면, 정선 혹은 접바둑의 경우 그대로 흑의 5집승이 되지만 맞바둑(6집반 공제 기준)의 경우 백의 1집반승(5 − 6.5 = −1.5)이 된다.

## 바둑의 진행

### 초반

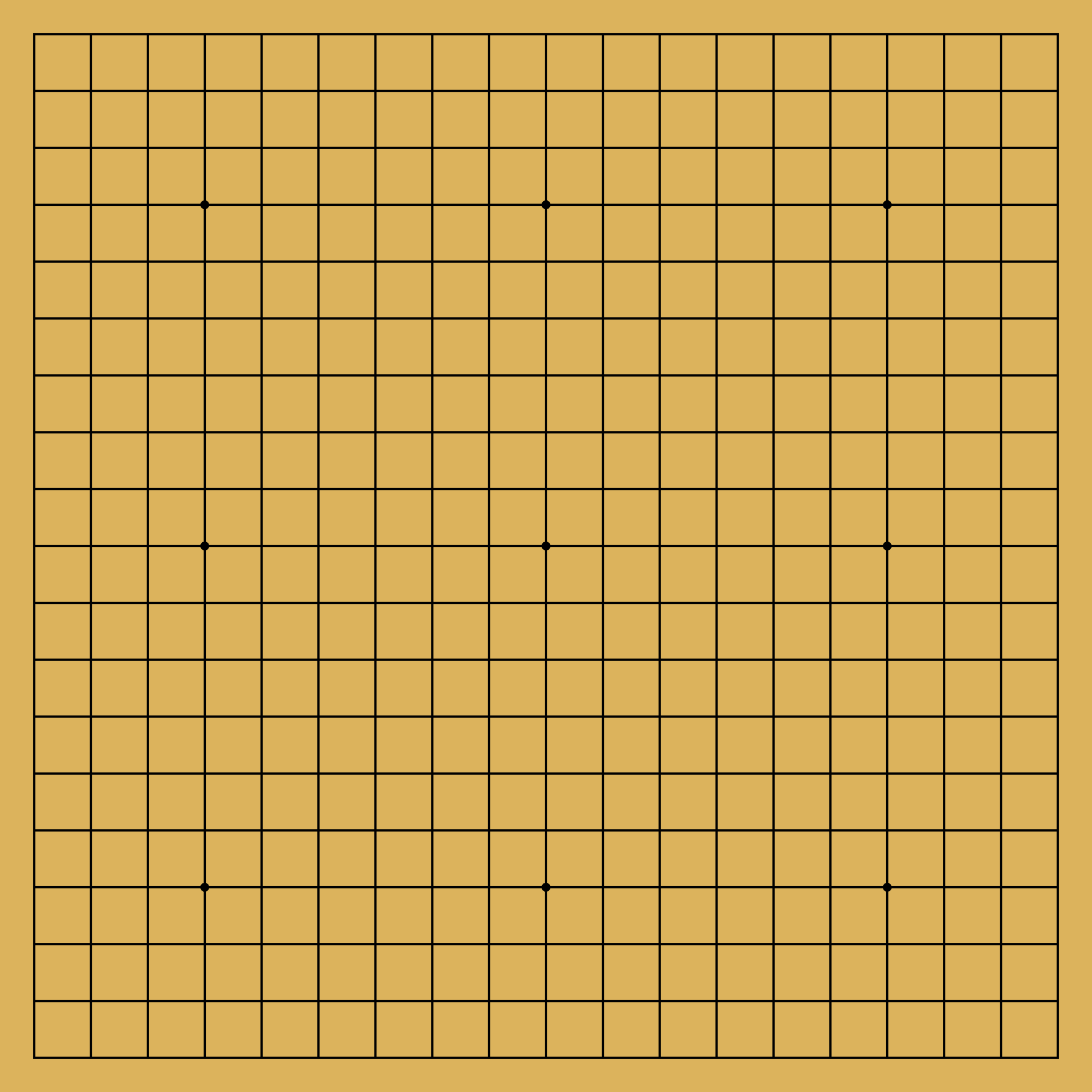
바둑판

일반적으로, 대국을 시작하고 나서 잠시 동안 포석을 놓게 되면 경기는 끝이 난다. 대부분의 경우 바둑판의 네 개의 귀퉁이에 먼저 돌을 놓는다. 덧붙여 첫수를 귀퉁이에 놓을 경우 우상귀에 먼저 놓는 게 관례적이다.(오른손잡이의 시점과 일본 전통의 예도적 시각이다. 우상귀에 놓는 이유는 오른손잡이가 그렇게 팔을 뻗는 것이 쾌적하며 두는 폼이 나기도 하고 당사자 입장에서 보기 편한 위치이다.)
화점네 귀와 네 변, 그리고 중앙에 점이 찍혀 있는 곳을 말한다. 바둑판에는 총 아홉 개의 화점이 있다. 특히 각 귀에 위치한 4×4 위치의 네 개의 화점은 집이나 세력으로 변하기에 용이해서 초반의 중요한 위치이다.
삼삼삼삼은 각 귀의 3×3 위치의 점을 의미하며 총 네 곳이 있다. 이는 한 수만으로 귀를 자신의 집으로 할 수 있어 집 차지에 용이하나 중앙으로의 발전성이 낮다.
소목소목은 각 귀의 3×4의 지점으로 3×3에서 변 쪽으로 한 칸 떨어진 곳이다. 총 여덟 개의 소목이 있다.
고목고목은 각 귀의 4×5의 지점으로 화점에서 변 쪽으로 한 칸 떨어진 곳이다. 총 여덟 개의 고목이 있다.
외목외목은 각 귀의 3×5의 지점으로 소목에서 변 쪽으로 한 칸 떨어진 곳이다. 총 여덟 개의 외목이 있다.
대화점귀의 5×5 지점.
대고목대고목은 각 귀의 4×6의 지점으로 고목에서 변 쪽으로 한 칸 떨어진 곳이다. 총 여덟 개의 대고목이 있다.
대외목대외목은 각 귀의 3×6의 지점으로 외목에서 변 쪽으로 한 칸 떨어진 곳이다. 총 여덟 개의 대외목이 있다.
천원천원은 바둑판 정중앙에 위치한 화점을 말한다.

### 중반
중반은 대국이 절정에 오를 때를 일컫는데 바둑판의 선마다 이름이 있다. 이름은 다음과 같다.
제1선(바둑판의 가장자리, 모든 바둑판의 곳을 둘러싸고 있다.)제1선은 "사망선"이라고 일컬으며, 그 이름은 제1선인 곳에 두면 사석 (죽은 돌)이 늘어나기 때문이다. 흔히 여기에 두면 대국 중에 위기에 처할 가능성이 높다.
제2선(제1선의 바로 옆, 1선의 안에 있으나 3선과 4선을 모두 둘러싸고 있다.)제2선은 "패망선"이라고 부른다. 요령껏 하면 살긴 살지만 그리 이득이 못 되는 곳으로 실패할 가능성이 높아 패망선이라고 이름 붙여졌다.
제3선(제2선의 바로 옆, 2선의 안에 있으나 4선을 둘러싸고 있다.)제3선은 "실리선"이라고 하는데 1,2선과 달리 이득이 많고 그리 나쁘지 않게 손해 볼 일이 적은 최적의 위치다. 바둑예의 상으로, 화점 9점 중 가장 오른쪽에 있는 3점에 두는 것이 있는데 이도 모두 3선에 포함되어 있다.
제4선(제3선의 바로 옆, 3선의 안에 있지만 이 외의 공간을 둘러싸고 있다.)제4선은 "세력선"으로 세력을 넓이기에 좋은 곳이기 때문에 그렇게 불린다. 세력을 받아낼 수 있으며, 바둑에서는 변방이 보물섬이라고 일컫는데 이 부분에 손쓰기 좋아 붙여진 이름이다.

### 종반
종반은 대국이 거의 끝나가는 마지막 단계이다.
끝내기종반에 큰 곳이 모두 결정된 상태에서 남아 있는 작은 곳들을 정리해 나가는 것을 끝내기라 한다. 끝내기를 할 때에는 선수를 잡아 남은 곳들 중 큰 곳을 최대한 많이 차지하는 것이 중요한 목표가 된다. 끝내기를 마치고 바둑판에 돌을 둘 곳이 더 이상 남지 않게 되면 대국이 끝나며, 계가를 하게 된다.
계가 계가는 승패를 가리기 위해 두 대국자의 집 수를 세는 것이다. 계가를 할 때에는 집 수가 바뀌지 않도록 유지하면서 집의 형태가 사각형이 되도록 정렬한 후 집 수를 센다. 이 때, 바둑은 먼저 두는 사람이 유리하므로 흑돌을 잡은 대국자의 집에서 덤을 공제한다. 예를 들어, 덤이 6호반(6.5집)일 때 먼저 둔 흑이 50집, 백이 44집이었다면, 흑집에서 덤을 공제하면 43.5집으로 계산되어 백이 반집(0.5집) 차이로 승리하게 된다.

## 위기십결(圍棋十訣)
당대의 시인이자 당 현종의 바둑 상대역 벼슬인 기대조(棋待詔)를 지냈던 고수 왕적신(王積薪)의 작품으로 전해지지만, 북송(北宋) 시대 유중보(劉仲甫)의 작품이라는 설과 반신수(潘愼修)가 지어 태종(太宗)에게 헌상했다는 설도 있다.
바둑에 임하는 자세와 바둑을 둘 때 활용할 수 있는 작전을 담은 10가지 요결(要訣)이다.
- 부득탐승(不得貪勝) : 승리를 탐하지 말라.
- 입계의완(入界宜緩) : 경계를 넘어설 때는 마땅히 완만하게 하라.
- 공피고아(攻彼顧我) : 상대를 공격하기 전에 먼저 나를 돌아보라. 상대방의 돌을 공격하기 전에 내 허점부터 잘 살펴야 한다는 의미.
- 기자쟁선(棄子爭先) : 희생을 감수하더라도 선수(先手)를 잡아라.
- 사소취대(捨小就大) : 작은 것을 버리고 큰 것을 취하라.
- 봉위수기(逢危須棄) : 위험을 만나면 버릴 줄 알아야 한다.
- 신물경속(愼勿輕速) : 신중하라, 경솔하거나 급해지지 마라.
- 동수상응(動須相應) : 마땅히 서로 호응하도록 움직여라.
- 피강자보(彼強自保) : 적이 강하면 나부터 지켜라.
- 세고취화(勢孤取和) : 세력이 고립되면 조화를 취하라.

## 한국 바둑 통산 순위
| 순위 | 이름   | 승   |
| ---- | ------ | ---- |
| 1    | 조훈현 | 1951 |
| 2    | 이창호 | 1794 |
| 3    | 서봉수 | 1712 |
| 4    | 이세돌 | 1324 |
| 5    | 유창혁 | 1299 |
| 6    | 최철한 | 1200 |
| 7    | 서능욱 | 1136 |
| 8    | 목진석 | 1073 |
| 9    | 조한승 | 1062 |
| 10   | 박영훈 | 1018 |

## 대표적인 바둑대회
- 삼성화재배 월드 바둑마스터스
- LG배 세계기왕전
- 응씨배
- 농심배

## 바둑에 관한 작품
- 소설, 문예
  - 《겐지모노가타리》[11]
  - 《마쿠라노소시》[12]
  - 가와바타 야스나리 《명인》
  - 사이토 사카에 《검은 수정 이야기》 《흑백의 기적》
  - 다케모토 겐지 《바둑 살인 사건》 외
  - 우치다 야스오 《본인방 살인 사건》
  - 미즈하라 슈사쿠 《흑과 백의 살의》
  - 트레바니언 《시브미》
  - 샨사 《바둑 두는 여자》
  - 노승일 《올인》
  - 이영도 《피를 마시는 새》

- 만화
  - 윤태호 《미생》
  - 강철수 《무한묘수》
  - 야마마쯔 유키치 《천원방》
  - 시마모토 가즈히토 《역습기사동》
  - 구라타 에미 《아빠는 서두르지 않아》 《속편・아빠는 서두르지 않아》
  - 홋타 유미 (글), 오바타 타케시 (그림) 《고스트 바둑왕》
  - 오카노 레이코 《음양사》
  - 모로호시 다이지로 《기냥전》
  - 카와하라 이즈미 《호박 계획》
  - 타케모토 켄지 《입신》
  - 아카츠카 후지오 《냐로메의 이상하고 이상한 바둑 격언》
  - 박기홍 (스토리), 김선희 (작화) 《바둑 삼국지》

- 영화
  - 《미완의 대국》 사토 준야 감독 (난리 세텐이 소설화 한 것도 있음)
  - 《π》 대런 애러노프스키 감독
  - 《뷰티풀 마인드》 론 하워드 감독
  - 《기성 오청원》 티엔 주앙주앙 감독
  - 《천지명찰》 타키타 요지로 감독
  - 《신의 한 수: 사활편》 조범구 감독
  - 《신의 한 수: 귀수편》 리건 감독

- 게임
  - 타이젬 (온라인 바둑 게임&대국 사이트)
  - 오로

## 같이 보기
- 장기
- 체스
- 바둑 용어 목록
- 국수
- 한국기원
- 바둑과 수학(영어판)
- 알파고(AlphaGo) - 구글 딥마인드사의 바둑 인공지능(AI) 프로그램